# Black Orchid
Black Orchid (Orquídea negra) es el quinto serial de la 19.ª temporada de la serie británica de ciencia ficción Doctor Who, emitido originalmente en dos episodios consecutivos el 1 y 2 de marzo de 1982. Fue el primer serial puramente histórico en Doctor Who desde The Highlanders (1966-1967).

## Argumento
La TARDIS se materializa el 11 de junio de 1925. La tripulación conoce al chófer de Lord Crangleigh, que ha estado esperando "al Doctor". Lord Cranleigh les pide que se queden al baile anual y les ofrece vestuario, y les presenta a Ann Talbot, la prometida del Lord, que es idéntica a Nyssa. Tegan admira una flor, y Lady Cranleigh le explica que es una orquídea negra que le trajo su hijo George del Orinoco. Tegan reconoce a ese hijo como George Cranleigh, un famoso botánico y explorador. Lady Cranleigh le explica que George nunca regresó de su expedición a la jungla brasileña. Ann estaba prometida con George...

### Continuidad
Este fue el primer serial de dos partes desde The Sontaran Experiment (1975). En cada temporada de Peter Davison aparecería al menos uno de estos seriales en dos partes. Fue el primer serial puramente histórico (sin elementos de ciencia ficción más allá del Doctor y su TARDIS) desde The Highlanders en 1966 y 1967. A diferencia de aquellos seriales anteriores, este no trata sobre un evento histórico conocido. Hasta la fecha, es también el último serial puramente histórico.

## Producción
| Episodio          | Fecha de emisión   | Duración | Espectadores en millones | Estado en el archivo  |
| ----------------- | ------------------ | -------- | ------------------------ | --------------------- |
| Episodio 1        | 1 de marzo de 1982 | 24:56    | 9,9                      | Cinta original en PAL |
| Episodio 2        | 2 de marzo de 1982 | 24:41    | 10,1                     | Cinta original en PAL |
| [ 1 ] [ 2 ] [ 3 ] |                    |          |                          |                       |

El título provisional de esta historia era The Beast (La bestia). John Nathan-Turner desarrolló esta historia en un periodo en el que la serie no tenía editor de guiones. Originalmente había considerado dirigir la historia él mismo, lo que le habría convertido en el primer productor en hacer tal cosa desde Barry Letts a principios de los setenta. Sin embargo, por problemas de tiempo, Nathan-Turner abandonó la idea y contrató a Ron Jones para dirigir.